# Höchstadt an der Aisch

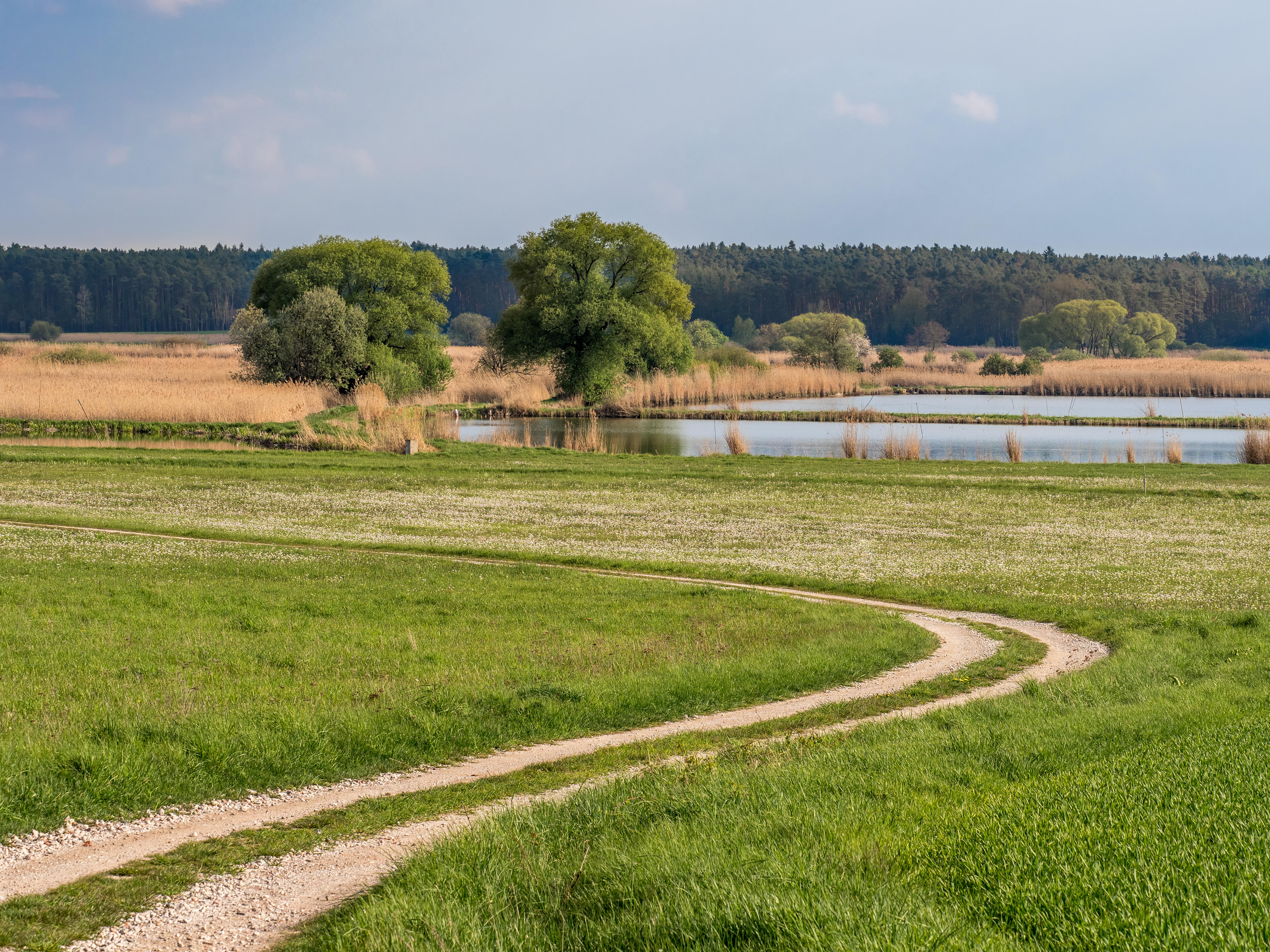
La réserve d'oiseaux de Mohrhof à Höchstadt an der Aisch. Avril 2017.

Höchstadt an der Aisch est une ville de Bavière (Allemagne), située dans l'arrondissement d'Erlangen-Höchstadt, dans le district de Moyenne-Franconie.